# Bereleu (Ort)
Bereleu (Bareleu) ist eine osttimoresische Siedlung im Suco Bereleu (Verwaltungsamt Lequidoe, Gemeinde Aileu).

## Geographie und Einrichtungen
Das Dorf Bereleu liegt südlich der Hauptstraße des Sucos, an der Südwestgrenze der Aldeia Bereleu, auf einer Meereshöhe von 1028 m. Kleine Straßen verbinden das Dorf mit den Nachbarorten: Bereleu Foun (Neu-Bereleu) im Norden an der Hauptstraße des Sucos, Acumata im Südwesten im Suco Acubilitoho und einem weiterer kleinen Siedlung weiter östlich, die ebenfalls zur Aldeia Bereleu gehört. Südlich verläuft der Pahikele, eine Nebenfluss des Nördlichen Laclós.
Im Ort Bereleu befinden sich die Grundschule Bereleu und ein Hospital.